# Hà Sĩ Phu
Hà Sĩ Phu (tên thật: Nguyễn Xuân Tụ, sinh ngày 22 tháng 4 năm 1940 tại huyện Thuận Thành, Bắc Ninh) là một nhà khoa học tự nhiên, nhà văn, tiến sĩ người Việt Nam. Ông là người bất đồng chính kiến với chính phủ Việt Nam, là một trong bốn thành viên ban đầu của Nhóm Thân hữu Đà Lạt (ba người kia là Mai Thái Lĩnh, nhà thơ Bùi Minh Quốc và nhà văn Tiêu Dao Bảo Cự).

## Tiểu sử
Sau khi lấy tú tài vào năm 1958, ông làm giáo viên phổ thông rồi tiếp tục học đại học. Nguyễn Xuân Tụ tốt nghiệp đại học ngành Sinh học năm 1965 rồi làm giảng viên Đại học Dược Hà Nội và nghiên cứu ở Viện Dược Liệu Hà Nội.
Năm 1979 ông sang Tiệp Khắc học, bảo vệ bằng phó tiến sĩ tại Praha, năm 1982 về ngành Sinh học tế bào. Sau đó ông về nước giữ chức vụ Viện phó Phân viện Đà Lạt của Viện Khoa học Việt Nam, về hưu năm 1993. Ông tham gia Hội Văn Nghệ Lâm Đồng Đà lạt năm 1987, là cộng tác viên của tạp chí Langbian từ năm 1988. Hà Sĩ Phu là ủy viên của Ban Cố vấn Hội Ái hữu tù nhân chính trị và Tôn giáo Việt Nam.
Ông bắt đầu nổi tiếng với các tác phẩm "Dắt tay nhau đi dưới tấm biển chỉ đường của trí tuệ" (1988), "Đôi điều suy nghĩ của một công dân" (1993), "Chia tay ý thức hệ" (1995).
Ông bị bắt giữ trong chuyến ra Hà Nội vào ngày 5 tháng 12 năm 1995 sau khi bài viết "Chia tay ý thức hệ" được công bố trong và ngoài nước. Ngày 6 tháng 12 tư gia của ông bị công an tỉnh Lâm Đồng lục soát, nhiều tư liệu bị tịch thu. Sau gần một năm bị bắt giữ ngày 22 tháng 8 năm 1996 ông bị tuyên án một năm tù ở vì tội "có hành vi tiết lộ bí mật nhà nước". Cùng bị xử trong phiên tòa này với Hà Sĩ Phu là Lê Hồng Hà và Nguyễn Kiến Giang.
Năm 1998 ông (và Hoàng Tiến, nhà văn Lữ Phương, Phạm Thái Thụy, Nguyễn Ngọc Tần, Thích Trí Siêu, Thích Tuệ Sỹ) được tổ chức Human Rights Watch trao tặng Giải Hellmann/Hammett.
Ngày 28 tháng 4 năm 2000 do viết thư trao đổi với 2 ông Nguyễn Gia Kiểng và Đỗ Mạnh Tri công an đã khám xét nhà riêng của ông, tịch thu máy tính cá nhân và nhiều tài liệu. Ngày 12 tháng 5 năm 2000 ông nhận 2 văn bản của công an, quy định không được phép rời nơi cư trú và buộc ông tội "phản bội tổ quốc" chiếu theo điều 72 Bộ Luật Hình sự Việt Nam. Cùng bị khởi tố với ông là ông Mai Thái Lĩnh - một nhà giáo, nguyên Phó chủ tịch Hội đồng Nhân dân Thành phố Đà Lạt.
Đầu năm 2001, mặc dù vụ án "phản bội Tổ quốc" bị hủy bỏ vì không đủ căn cứ để buộc tội, ông bị quản chế hai năm dựa theo Nghị Định 31/CP (một hình thức buộc tội không xét xử). Nhân vụ án này, nhà báo Nguyễn Như Phong (lúc đó là trung tá công an, Phó tổng biên tập báo An ninh Thế giới) đã đích thân viết một loạt ba bài báo với nhan đề "Mặt thật của một vài người mượn danh "hiền sĩ" khoác chiêu bài "dân chủ". Phản ứng lại loạt bài này, tướng Trần Độ đã nhận xét: " Đó là MẶT THẬT của cái thể chế đẻ ra những sự coi thường pháp luật, bất chấp pháp luật, trắng trợn, tuỳ tiện vu cáo, bịa đặt, tùy tiện hại dân thường, hại người lương thiện, coi thường và chế riễu lẽ phải. Đó là MẶT THẬT của một thể chế tự nhận mình là dân chủ gấp triệu lần dân chủ tư sản."
Từ khi hết hạn quản chế (tháng 2 năm 2003) đến nay, thỉnh thoảng ông vẫn bị sách nhiễu bằng cách này hay cách khác, Năm 2012, ông không được cấp hộ chiếu vì lý do thuộc diện "không được phép xuất cảnh". Mới nhất là vào ngày 20-3-2014, ông bị cơ quan An ninh điều tra tỉnh Lâm Đồng mời lên "làm việc". Phản ứng lại hành động sách nhiễu này, ông công bố một lá thư "khước từ làm việc".

## Tác phẩm
- Dắt tay nhau đi dưới tấm biển chỉ đường của trí tuệ (1988)
- Đôi điều suy nghĩ của một công dân (1993)
- Thư của Hà Sĩ Phu gửi giáo sư Phan Đình Diệu 9/1994
- Chia tay ý thức hệ (1995)
- Đơn khiếu nại vì bị giải quyết oan ức về nhà đất (29/03/1997)
- Thư gửi Quốc hội nước Cộng hòa Xã hội chủ nghĩa Việt Nam (10/04/1997)
- Thư của Hà Sĩ Phu gửi cho Lê Hồng Hà (18/05/1998)
- Thư của Hà Sĩ Phu gửi cho Bùi Minh Quốc: Nhân Một Ngày Sinh (03/10/1998)
- Thư của Hà Sĩ Phu gửi cho Hoàng Minh Chính (11/1998)
- Câu đối giao ca Giữa Hổ và Mèo (10/1998)
- Chia vui với bác Trần Độ (01/1999)
- Đơn kháng cáo (12/02/2001)
- Thư ngỏ gửi Nguyễn Như Phong và công luận (01/2001)
- Thư Hà Sĩ Phu gửi Đỗ Mạnh Tri (03/2000)
- Thư Hà Sĩ Phu gửi Nguyễn Gia Kiểng (03/2000)
- Năm MÃ nói chuyện KHUYỂN (Tản mạn về một chữ CHÓ)
- Từ vụ Bauxite nghĩ về vận nước (2009)
- Góp phần "giải mã" một thế hệ dấn thân (2013)